# Экономика метанола
Экономика метанола — гипотетическая энергетическая экономика будущего, при которой ископаемое топливо будет заменено метанолом. Эта экономика является альтернативой существующих моделей водорода и этанола (Биотопливо). В 2005 году лауреат нобелевской премии Джордж Олах (George Andrew Olah) опубликовал свою книгу Oil and Gas: The Methanol Economy", в которой обсудил шансы и возможности экономики метанола. В книге он предоставляет аргументы против водородной модели и обозначает возможность синтеза метанола из углекислого газа (CO2) или метана.

## Метанол, его свойства
Метано́л (метиловый спирт, древесный спирт, карбинол, метилгидрат, гидроксид метила) — CH3OH, простейший одноатомный спирт, бесцветная ядовитая жидкость.
С воздухом образует взрывоопасные смеси (температура вспышки 11 °C).
Метанол — нервно-сосудистый яд, который способен длительное время удерживаться в организме человека.

## Производство метанола
До 1960-х годов метанол синтезировали только на цинкхромовом катализаторе при температуре 300—400 °C и давлении 25—40 МПа (= 250—400 Бар = 254,9—407,9 кгс/см²). Впоследствии получил распространение синтез метанола на медьсодержащих катализаторах (медьцинкалюмохромовом, медь-цинкалюминиевом или др.) при 200—300 °C и давлении 4—15 МПа (= 40—150 Бар = 40,79—153 кгс/см²).
До промышленного освоения каталитического способа получения метанол получали при сухой перегонке дерева (отсюда его название «древесный спирт»). В настоящее время этот способ имеет второстепенное значение.
Также известны схемы использования с этой целью отходов нефтепереработки, коксующихся углей.
Сегодня метанол в основном синтезируется из природного газа. В идеале в этом процессе может использоваться углекислый газ из атмосферы и возобновляемая энергия. Таким образом производство метанола будет частью нейтрального круговорота, при котором можно будет производить абсорбцию углекислого газа из атмосферы с помощью подходящих носителей, из которых можно затем получить этот газ в концентрированной форме. Гидроксид калия и карбонат кальция предлагаются как возможные, но не идеальные вещества (по причине накладного извлечения из них углекислого газа). По всей видимости для этого должны быть разработаны улучшенные материалы (этаноламины). Из за малой концентрации углекислого газа в атмосфере, этот способ сегодня самый дорогой.
Как альтернатива могут использоваться выхлопные газы, выделяемые тепловыми электростанциями (15 % концентрация CO2). Этот способ может применяться до тех пор, пока ископаемые энергоносители будут использоваться в тепловых электростанциях.

### Биометанол
Промышленное культивирование и биотехнологическая конверсия морского фитопланктона рассматривается как одно из наиболее перспективных направлений в области получения биотоплива.
В начале 1980-х рядом европейских стран совместно разрабатывался проект, ориентированный на создание промышленных систем с использованием прибрежных пустынных районов. Осуществлению этого проекта помешало общемировое снижение цен на нефть.
Первичное производство биомассы осуществляется путём культивирования фитопланктона в искусственных водоёмах, создаваемых на морском побережье.
Вторичные процессы представляют собой метановое брожение биомассы и последующее гидроксилирование метана с получением метанола.
Основными доводами в пользу использования микроскопических водорослей являются следующие:
- высокая продуктивность фитопланктона (до 100 т/га в год);
- в производстве не используются ни плодородные почвы, ни пресная вода;
- процесс не конкурирует с сельскохозяйственным производством;
- энергоотдача процесса достигает 14 на стадии получения метана и 7 на стадии получения метанола;

С точки зрения получения энергии данная биосистема имеет существенные экономические преимущества по сравнению с другими способами преобразования солнечной энергии.

## Применение

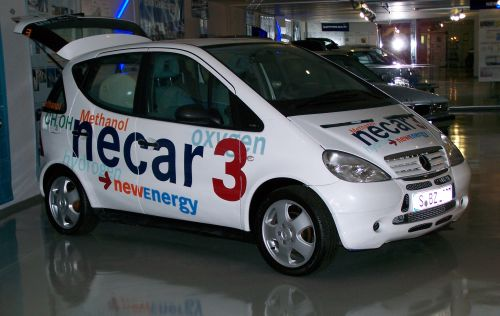
Автомобиль Mercedes Benz Necar-3 с силовой установкой на Прямом метанольном топливном элементе. 2006 год.

Метанол может использоваться как в классических двигателях внутреннего сгорания, так и в специальных топливных элементах для получения электричества. Таким образом может быть обеспечен плавный переход к экологическому использованию энергии.
Предлагается использовать метанол как (i) удобный хранителъ энергии, (ii) легко транспортируемое и используемое топливо, включая применение в топливных элементах, и (iii) как заменитель синтетическим углеводородам и их продуктам, включая полимеры и простые белки (Могут быть использованы в пищу животным и/или человеку). Источником углекислого газа в итоге будет воздух, который принадлежит всем и каждому, в то время как необходимая энергия будет поступать из альтернативных источников, включая ядерную энергию.
George A. Olah
Beyond Oil and Gas: The Methanol Economy, S. 170

## Метанол в качестве топлива
При применении метанола в качестве топлива следует отметить, что объемная и массовая энергоёмкость (теплота сгорания) метанола на 40-50 % меньше, чем бензина, однако при этом теплопроизводительность спиртовоздушных и бензиновых топливовоздушных смесей при их сгорании в двигателе различается незначительно по той причине, что высокое значение теплоты испарения метанола способствует улучшению наполнения цилиндров двигателя и снижению его теплонапряженности, что приводит к повышению полноты сгорания спиртовоздушной смеси. В результате этого рост мощности двигателя повышается на 10-15 %. Метанол имеет более высокое октановое число и степень сжатия в двигателе, чем бензин.

## Теоретические преимущества
Преимущества метанола перед водородной:
- более энергоёмкий энергоноситель чем водород (в сравнении по объёму и весу), особенно если принимать во внимание, что для хранения водорода необходимы сосуды, выдерживающие высокое давление.
- инфраструктура для водорода может оказаться весьма дорогой, в то время как для метанола достаточно имеющейся бензиновой инфраструктуры.
- метанол можно смешивать с бензином
- использовать метанол удобнее водорода (которому необходимы специальные сосуды)
- метанол можно использовать в химической индустрии как базовый материал

Преимущества перед этанолом
- метанол можно создать из любого органического материала с помощью синтеза Фишера-Тропша.

## Теоретические недостатки
- высокие энергетические затраты производство водорода и синтез метанола
- производство само по себе не является экологически абсолютно чистым
- на данный момент производство синтез-газа зависит от ископаемых энергоносителей (несмотря на то, что в теории возможно использование любых источников энергии)
- энергетическая плотность (по объёму или весу) в два раза меньше бензиновой
- метанол травит алюминий. Проблемным является использование алюминиевых карбюраторов и инжекторных систем подачи топлива в ДВС.
- гидрофильность. Метанол втягивает воду, что служит засорением систем подачи топлива в виде ядовитых желеобразных отложений.
- метанол, как и спирт, повышает пропускную способность пластмассовых испарений для некоторых пластмасс (например плотного полиэтилена). Эта особенность метанола повышает риск увеличения эмиссии летучих органических веществ, что может привести к повышению концентрации озона и возможно усилению солнечной радиации.
- метиловый спирт — сильный яд, вызывающий поражение зрения (дегенерацию зрительного нерва) в небольших дозах (5—15 мл), в больших кому и летальный исход (30—50 мл)[3][4].
- уменьшенная летучесть при холодной погоде: Моторы, работающие на метаноле, могут иметь проблемы с запуском и отличаются повышенным расходом топлива до достижения рабочей температуры.
- метанол — легковоспламеняющаяся жидкость. В отличие от водорода и других газов метанол не улетучивается, если система хранения даёт течь
- метанол может сравнительно быстро попасть в источники питьевой воды и отравить её. Этот сценарий исследован пока недостаточно, но существует опыт утечки метил-трет-бутилового эфира и загрязнения воды.